# Cinturão de Orion
O Cinturão (português brasileiro) ou a Cintura (português europeu) de Orion, popularmente conhecido como Três Marias ou Três Reis, é um asterismo de três estrelas que formam o cinturão da constelação de Orion, o caçador. As estrelas, facilmente identificáveis no céu pelo brilho e por estarem alinhadas, são conhecidas como Mintaka, Alnilam e Alnitak. A constelação tem a forma de um quadrilátero com as Três Marias no centro.

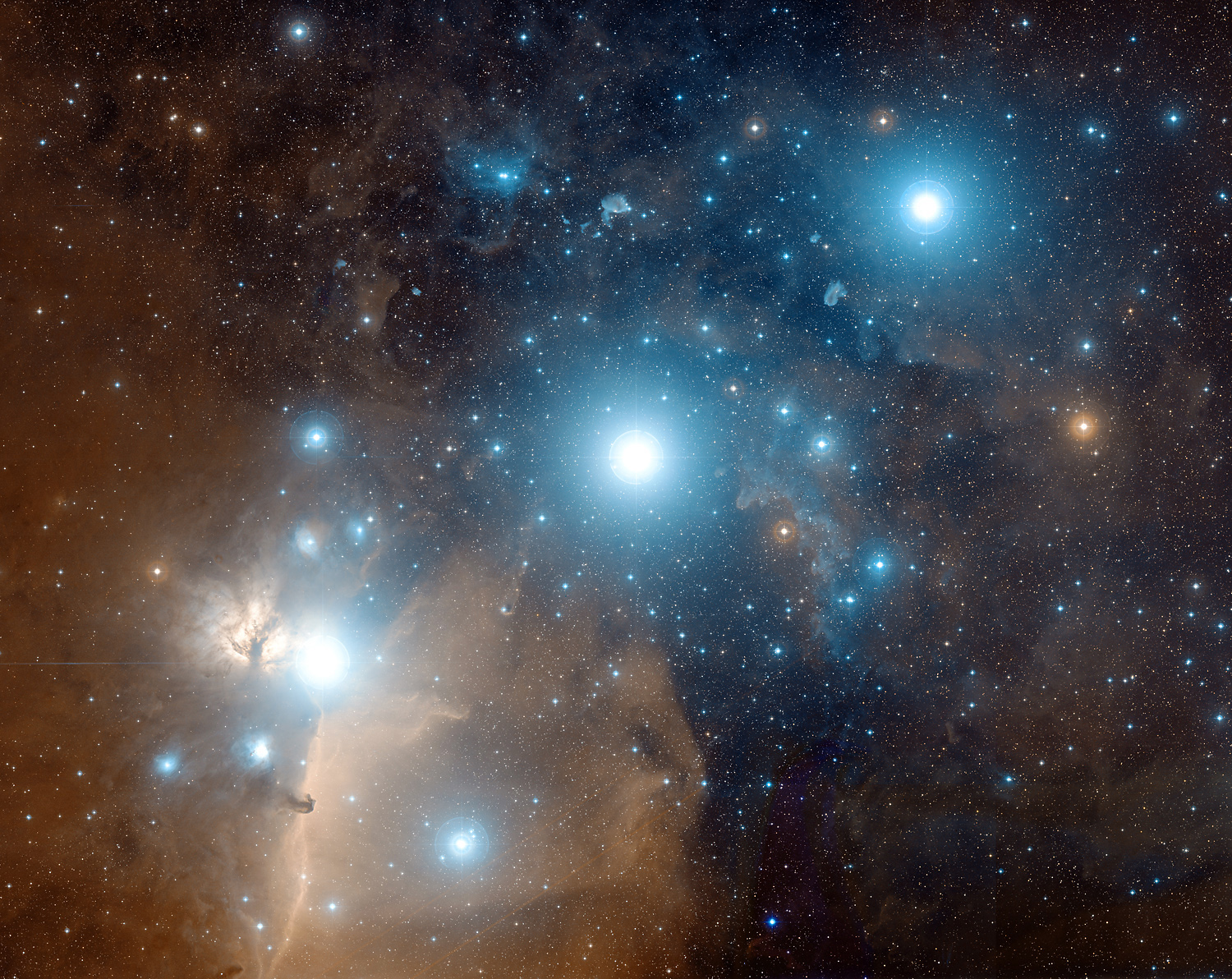
As três estrelas que formam o cinturão de Orion.

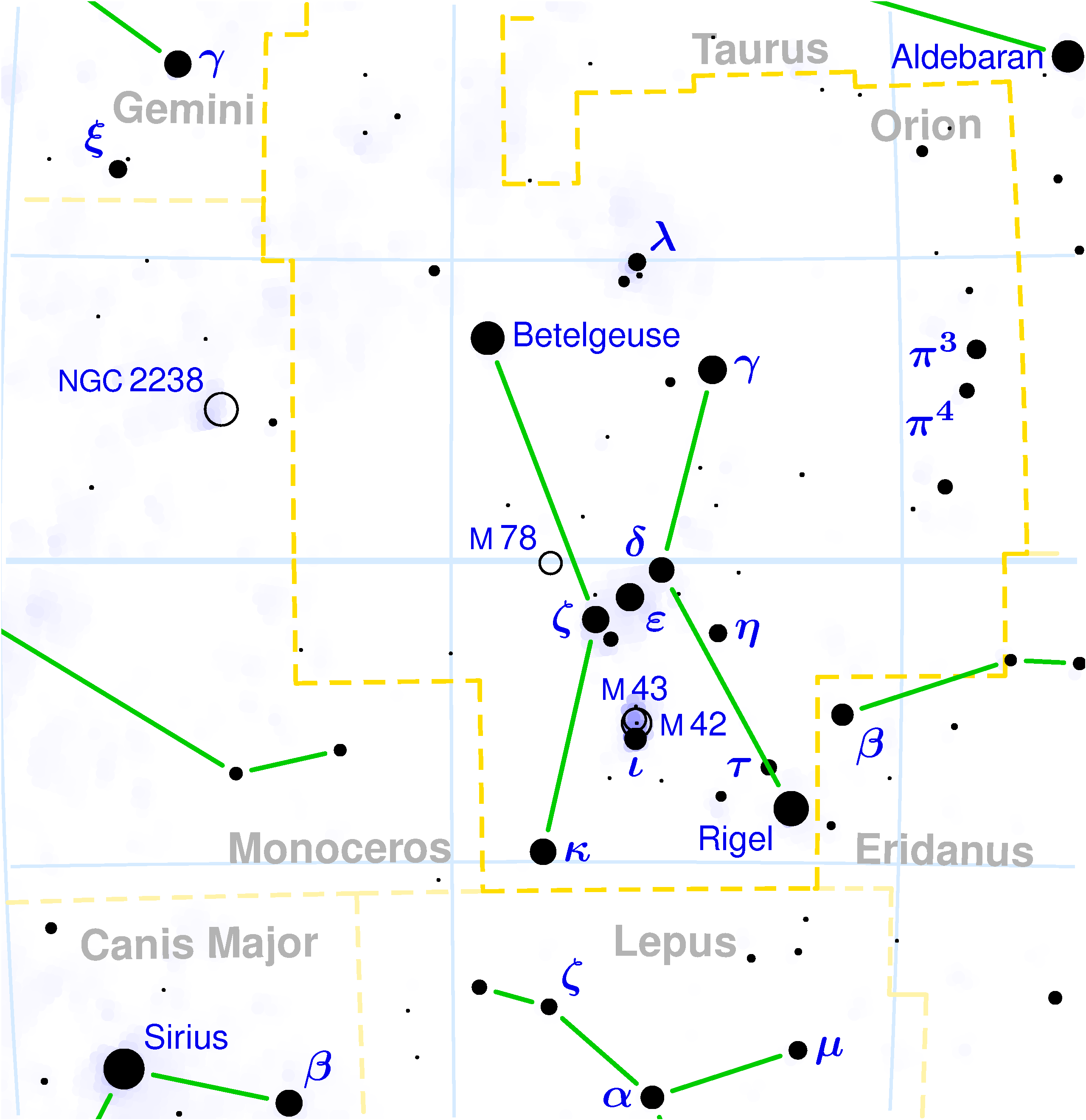
Constelação de Orion com as Três Marias ao centro.

As estrelas que formam o Cinturão de Órion são facilmente identificadas no céu e são um importante ponto de referência para se localizar diversas estrelas e constelações.